# Мачело
Мачело (итал. Macello) је насеље у Италији у округу Торино, региону Пијемонт.
Према процени из 2011. у насељу је живело 513 становника. Насеље се налази на надморској висини од 306 м.

## Становништво
Према резултатима пописа становништва 2011. у општини је живело 1.238 становника.
| 1936. | 1951. | 1961. | 1971. | 1981. | 1991. | 2001. | 2011. |
| ----- | ----- | ----- | ----- | ----- | ----- | ----- | ----- |
| 1.487 | 1.372 | 1.224 | 1.074 | 1.092 | 1.143 | 1.153 | 1.238 |